# Cianowice Duże
Cianowice Duże is een plaats in het Poolse district Krakowski, woiwodschap Klein-Polen. De plaats maakt deel uit van de gemeente Skała en telt 1107 inwoners.

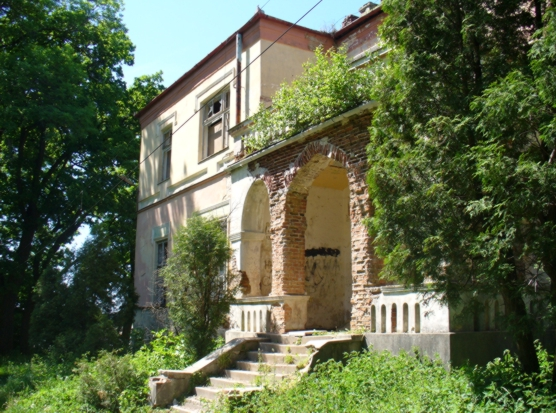
Cianowice Duże

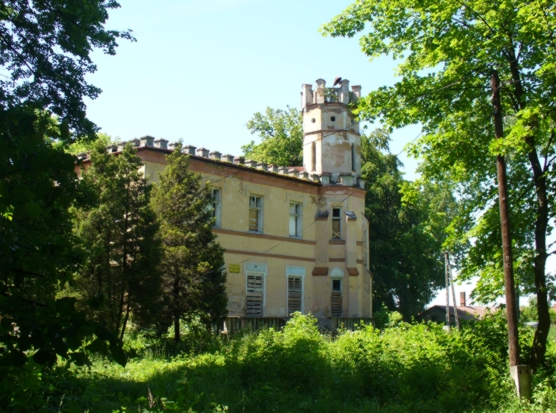
Cianowice Duże